# Ясний (Амурська область)
Ясний (рос. Ясный) — селище у Зейському районі Амурської області Російської Федерації. Розташоване на території українського історичного та етнічного краю Зелений Клин.
Входить до складу муніципального утворення Октябрська сільрада. Населення становить 8 осіб (2018).
Населений пункт, як і загалом увесь Зейський район, прирівняний до регіонів Крайньої півночі Росії.

## Історія
З 1926 року було підпорядковане Зейському округу Далекосхідного краю. З 20 жовтня 1932 року входить до складу новоутвореної Амурської області.
З 1 січня 2006 року органом місцевого самоврядкування є Октябрська сільрада.

## Населення
| 1939   | 1959 | 1970 | 1979 | 2002 | 2010 | 2012 |
| ------ | ---- | ---- | ---- | ---- | ---- | ---- |
| 15 538 | ↘775 | ↘689 | ↘346 | ↘62  | ↘15  | ↘11  |
| 2013   | 2014 | 2015 | 2016 | 2017 | 2018 |      |
| →11    | ↘9   | ↗10  | ↘9   | ↘8   | →8   |      |